# Miegakure
Miegakure — будущая четырехмерная компьютерная игра в жанре платформера. Идея игры перекликается и вдохновлена описанием мира в романе Эдвина Э. Эбботта «Флатландия». Игровой процесс Miegakure в основном подобен обычному трёхмерному платформеру, но по нажатии кнопки одно из измерений меняется местами с её четвёртым измерением, позволяя таким образом перемещение в четвёртом измерении. Разрабатывается в парадигме инди-игр.

## Описание игры
Игра имеет четырёхмерный мир, который визуализируется путём отображения трёхмерного сечения на двумерную плоскость монитора пользователя.
Игровой процесс заключается в решении головоломок — уровней, которых в игре более 150.
Игровое поле многих уровней содержит некоторое количество почти идентичных четырёхмерных кристаллов, которые выглядят очень непохоже так как имеют отличия в ориентации в четырёх измерениях. Аналогично ведут себя и четырёхмерные цилиндры, трава и деревья.
Интересен вид поверхности земли. В трёхмерном пространстве земля как опорная поверхность является двумерной, а в четырёхмерной игре опорная поверхность является трёхмерным объектом. Это значит, что если вы стоите на земле у вас есть 6 возможных направлений куда можно пойти: вперёд/назад, вправо/влево и ана/ката. Таким образом визуализация через 3D-сечения создаёт новые сложности.
Отдельная сложность возникает в реализации освещения — источники света перемещаются при вращении в четвёртом измерении, могут быть невидимы в текущем сечении и т. п.

## Персонажи игры
В игре Miegakure присутствуют один основной и несколько второстепенных персонажей. Некоторые персонажи являются четырёхмерными.

## Разработка
Разработка Miegakure началась в июле 2009 года. Ее первый прототип был представлен на конференции GDC 2009, который был разработан единственным разработчиком за месяц.
4 декабря 2014 была анонсирована версия игры под PlayStation 4.
По состоянию на февраль 2025 года, уже 16 лет находится в разработке без даты релиза.

## Движок
Судя по анонсным трейлерам, движок игры называется «Tesserakt», он представляет собой полностью четырехмерную технологию. Движок написан на C++, при создании уровней используются скрипты на Lua. Движок основан на графическом API OpenGL, а весь код пишется в Visual Studio.
Движок, как и остальное программное обеспечение для игры разрабатывалось полностью с нуля.

## Награды
Игра получила награду Amazing на международном фестивале независимых видеоигр IndieCade в 2010 году.